# Eduino Maoro
Eduino Maoro (Brazzaniga, 15 maggio 1875 – Pergine Valsugana, 14 dicembre 1950) è stato un architetto italiano. È ricordato anche come pittore e fu per un breve periodo sindaco di Pergine.

## Biografia
Eduino Maoro nacque a Brazzaniga, piccola frazione di Pergine Valsugana, secondogenito dei tre figli di Angela Proner e Giovanni Maoro; la madre morì nel 1878 e nel 1881 Giovanni Maoro sposò in terze nozze Fortunata Bernardi da Casalino, che crescerà i tre figli e che darà alla luce una quarta figlia, Giuseppina. Tra il 1890 e il 1894 lavorò nell'impresa di costruzioni del padre e nell'annessa fabbrica di laterizi, in cui s'impegnò maggiormente dopo la prematura morte di entrambi i fratelli (il primogenito Felice nel 1894 a ventun anni, il terzogenito Alfonso nel 1900 a ventitré anni) e di cui prese le redini a partire dal 1910 (per via della malattia del padre, che sarebbe morto settantunenne nel 1914). L'11 settembre 1902 si sposò con Maria Angeli di Tenna, da cui ebbe sei figli: Tullio, Luciano, Bruno (morto a un anno nel 1908), Flora, Daria e Marcella.
Si laureò come architetto (Baumaister) presso l'università di Innsbruck nel 1906, ma già dal 1894 aveva cominciato a firmare alcuni progetti, come quelli per il setificio Petri di Serso; nel 1897-98 fu assistente alla direzione tecnica per la costruzione delle nuove caserme di Levico, progettate da Emilio Paor, il cui stile influenzerà le sue produzioni giovanili.
Dal 1912 fu rappresentante comunale di Pergine e il 28 gennaio 1922 venne eletto sindaco, carica che mantenne però brevemente, dato che il 21 ottobre 1923 il governo fascista sciolse tutti i consigli comunali; sia prima sia dopo questa parentesi politica fece anche parte della locale commissione edilizia e ricoprì anche altre cariche in ambito sociale e professionale.
Morì il 14 dicembre 1950 a Pergine, e venne tumulato nella tomba di famiglia che egli stesso aveva affrescato nel 1927 con la scena della morte di San Giuseppe; alla direzione dell'azienda gli succedettero i figli Tullio e Luciano; l'anno seguente il comune di Pergine gli intitolò una via.

## Opere

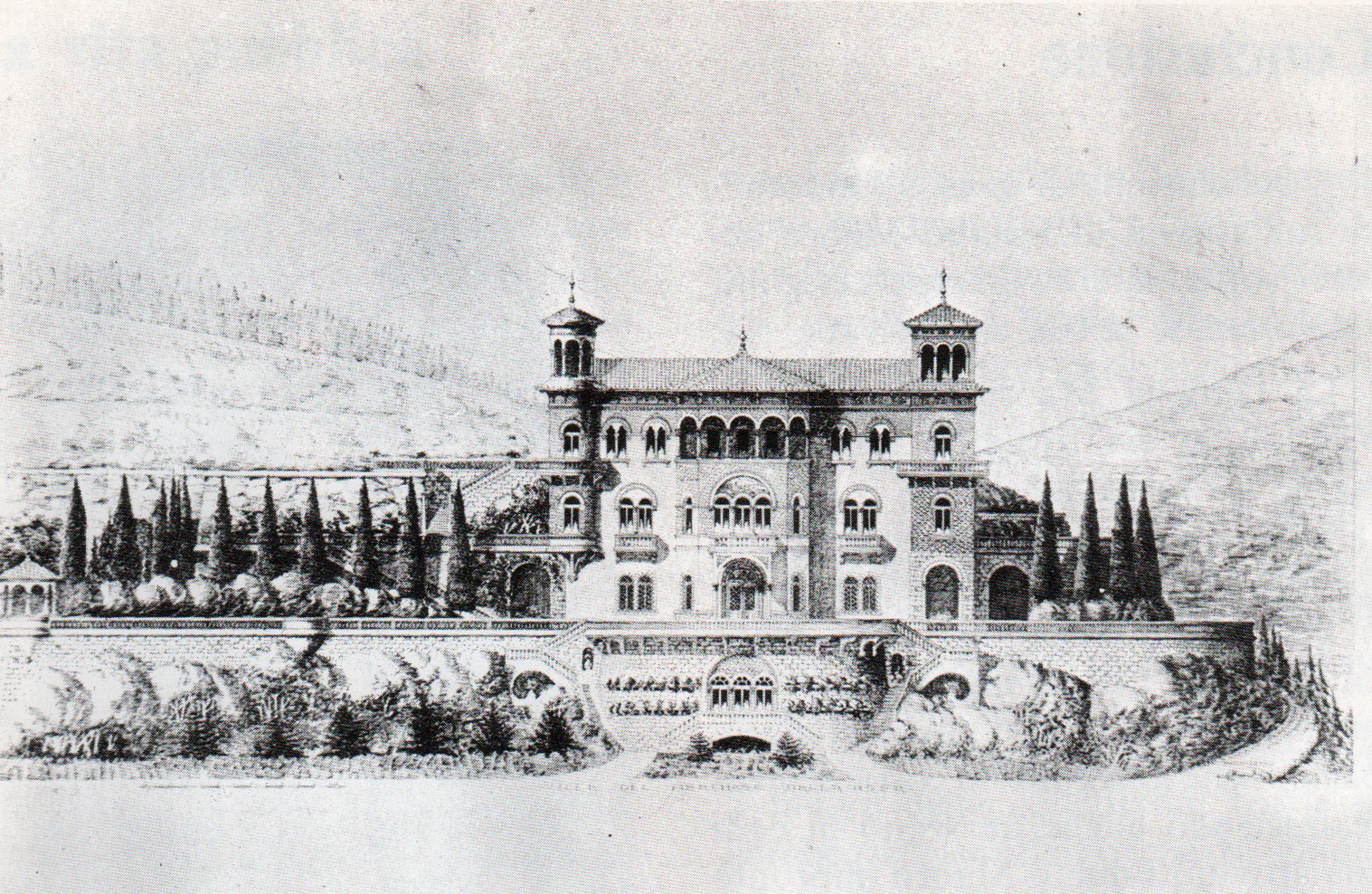
Il progetto per Villa Rosa, considerata il suo capolavoro

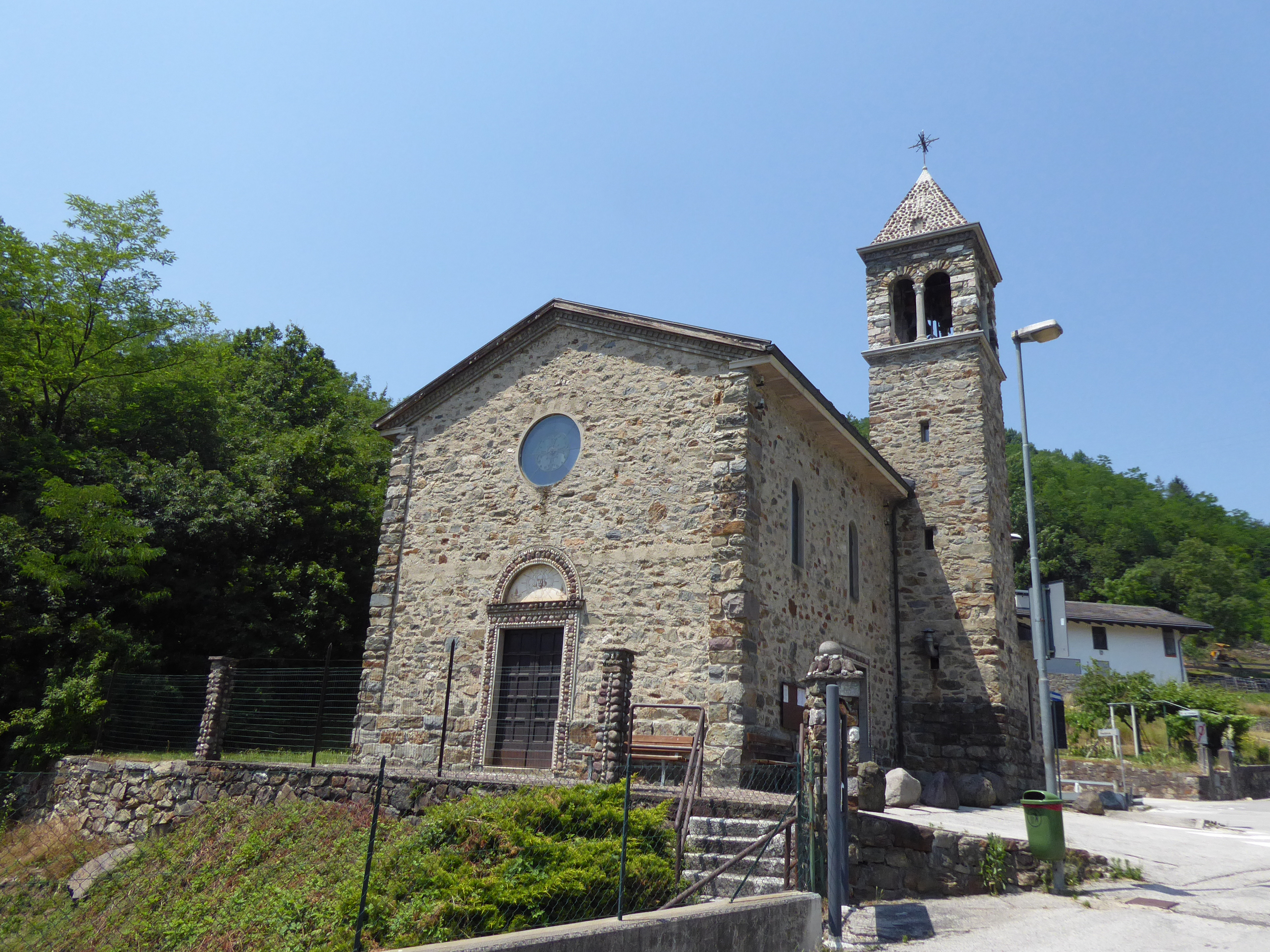
La chiesa di Sant'Antonio a Masetti di Pergine

Le opere di Maoro, che progettò edifici di varia natura, sono numerose soprattutto nella zona del perginese; oltre a ville, chiese e altri edifici, realizzò numerosi acquedotti e opere di presa (tra cui quelli di Susà, Tenna, Terlago, Carzano, Nogaré-Costa, Miola, Baselga di Piné) e nel primo dopoguerra, in società con l'ingegner Tomasini, si occupò della ricostruzione di alcuni paesi della Valsugana. Il suo stile è inquadrabile nell'ampia corrente dell'eclettismo che si diffuse in Europa nella prima metà del Novecento; per le sue opere fece largo uso del cemento armato. In molti casi, oltre al progetto, seguì anche la costruzione dell'opera.
Tra le opere entro i confini di Pergine si annoverano:
- 1894-95: costruzione di setificio e altri fabbricati per la ditta "Antonio Petri Setificio" di Serso
- 1902: villa Broll, in via Rosmini a Pergine
- 1904: ampliamento della casa di famiglia, oggi in via Regesburger 112 a Pergine
- 1903: villa di Alice Dalla Torre, vedova Bobik, oggi in via Caduti 7 a Pergine
- 1907: casa di Arcangelo Marchesoni in via Crivelli a Pergine
- 1908-10: varie ville a San Cristoforo al Lago, tra cui le ville Müller, Rosenthal, Alefeld-Darmstadt, Frey e Walde, e l'albergo Seehof
- 1910: progetto e costruzione della camera mortuaria e restauro del famedio del cimitero di Pergine
- 1910: costruzione di villa Chemelli (o villa Moretta) presso Costasavina
- 1910-11: campanile della chiesa della Madonna di Loreto a Zivignago
- 1910-12: Villa Rosa sul Doss Zucar
- 1913-14: chiesa di Sant'Antonio a Masetti, con campanile
- 1919-21: progetto e costruzione del nuovo ricreatorio parrocchiale di Pergine
- 1920-21: progettazione e costruzione dello Stabilimento Bagni più birreria in località "ai Canopi"
- 1925: ponte sul Fersina a Vigalzano
- 1925: ampliamento della chiesa di San Giovanni Battista a Canale, inclusa la realizzazione dell’affresco sopra al portale d'ingresso
- 1925: villa Haller in piazza San Rocco a Pergine
- 1925: fabbrica surrogati caffè, con abitazione annessa, a Pergine
- 1930: campanile della chiesa di San Giovanni Nepomuceno di Serso
- 1936: progetto del cinema Impero in piazza Fiera a Pergine
- 1940: progetto del nuovo edificio scolastico di Roncogno
- 1950: progetto per il campanile della chiesa della Visitazione di Maria a Canzolino (realizzato postumo)

Altrove:
- 1896-97: villa di Massimo Dorighelli a Roncegno Terme
- 1906: campanile e avvolto della chiesa di Sant'Udalrico di Frassilongo
- 1910: villa a Sant'Orsola Terme per la famiglia Petri
- 1912: progetto di una casa in piazzetta Scala a Verona
- 1924: progetto del pulpito del duomo di Trento
- 1927: progettazione del campanile della chiesa di San Rocco di Miola
- 1934: progetto per la cappella di Sant'Antonio presso la propria villetta a Compi, Vignola-Falesina (realizzata postuma dai suoi figli, nel 1952-53)

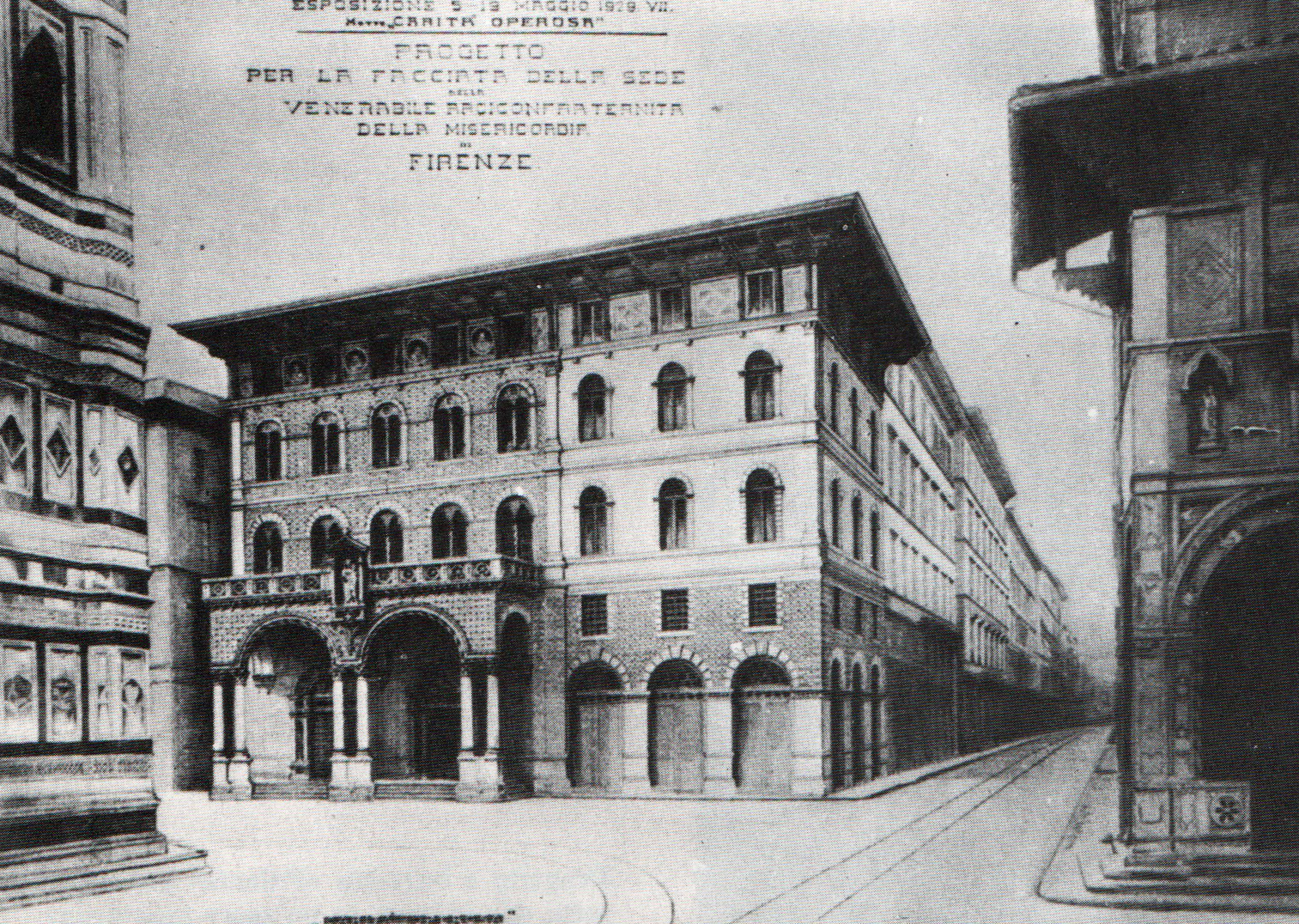
Il progetto per la sede della Venerabile Arciconfraternita della Misericordia di Firenze

Partecipò con i suoi progetti anche a vari concorsi; da segnalare tra gli altri quello per il palazzo della Dieta di Innsbruck (1908), per il palazzo della Cassa di Risparmio di Verona (1913), per la facciata della sede della Venerabile Arciconfraternita della Misericordia di Firenze (1929; il suo progetto è annoverato tra i migliori, ma l'opera non verrà mai realizzata per mancanza di fondi) e infine il concorso Palanti per la progettazione di una chiesa intitolata a san Paolo "da erigersi su di un'aspra montagna" a Roma (1935).